# Traducerea lucrărilor grecești în perioada abbasidă

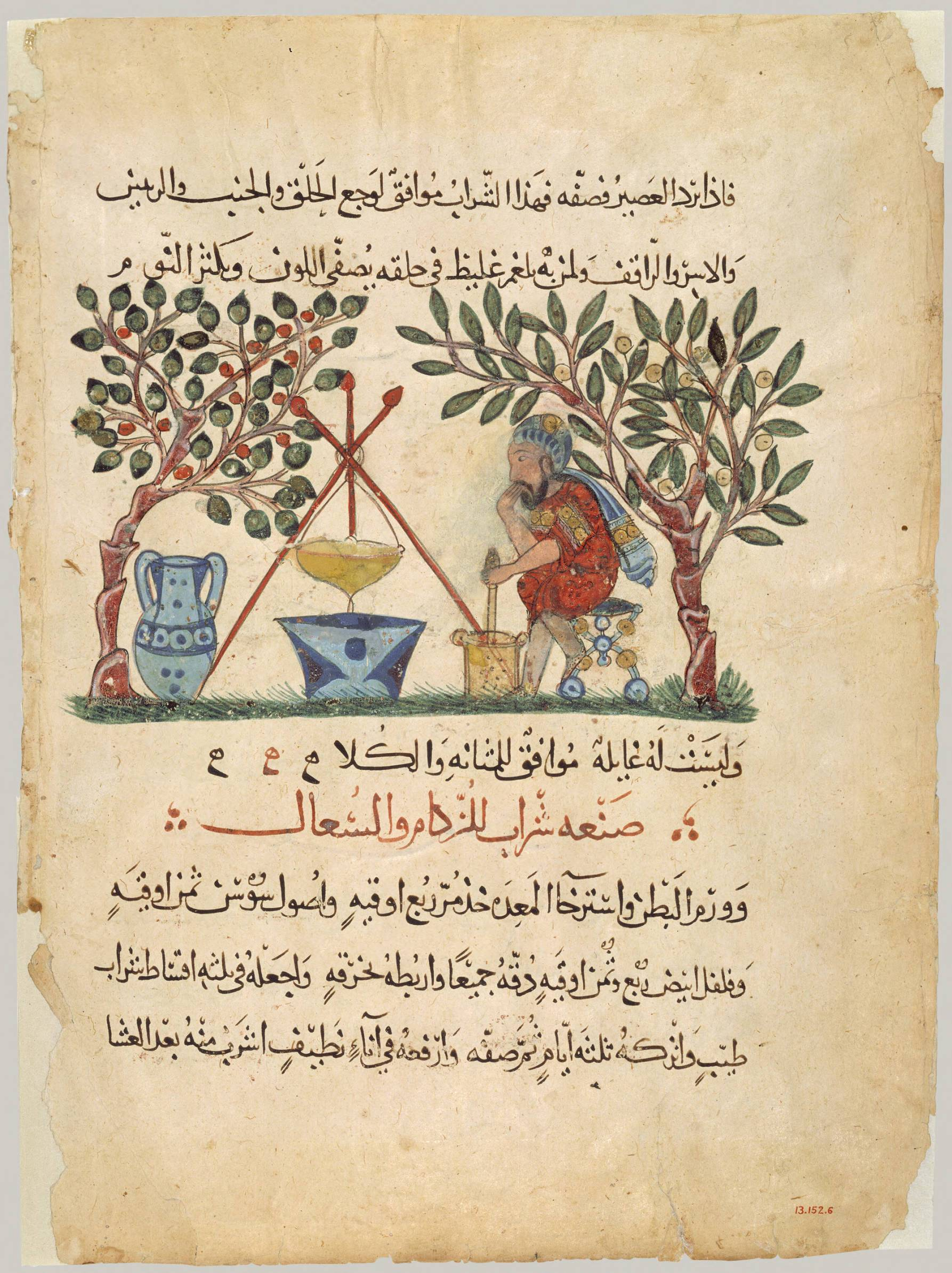
Foaie dintr-o traducere arabă a lucrării Materia Medica a lui Dioscoride, tratând „Pregătirea medicamentelor din miere”, 1224

În perioada cuprinsă aproximativ între mijlocul secolului al VIII-lea și sfârșitul secolului al X-lea în spațiul arab, la doar câțiva ani de la instaurarea dinastiei abbaside (750-1258), se înregistrează o remarcabilă efervescență intelectuală. În această perioadă are loc mișcarea masivă de traducere greco-arabă, ca urmare a influențelor elenistice în urma cuceririi Semilunei Fertile de către arabi. A fost tradus în arabă, astfel, tot corpusul esențial de cunoștințe grecești, și anume lucrările filosofice ale lui Aristotel, lucrări legate de astrologie și alchimie, aritmetică, geometrie, astronomie, medicină, farmacologie și multe altele. Este important a fi menționat faptul că printre lucrările traduse nu s-au numărat și cele beletristice, întrucât acest domeniu nu reprezenta un centru de interes pentru arabi, aceștia bucurându-se deja de propriile creații în acest sens. Mișcarea de traducere greco-arabă reprezintă un fenomen extrem de important, având un impact deosebit asupra spațiului arab, întrucât asimilarea lucrărilor grecești traduse a stimulat crearea unor lucrări proprii în rândul arabilor; totodată, această mișcare a avut un impact la fel de important și asupra întregii lumi, întrucât o bună parte dintre lucrările grecești originale s-au pierdut, păstrându-se, în schimb, varianta în arabă a acestora. De aceea, actul în sine de traducere este considerat a fi la fel de important ca și actul de compunere a lucrărilor originale.

## Perioada abbasidă: Epoca de aur a Islamului

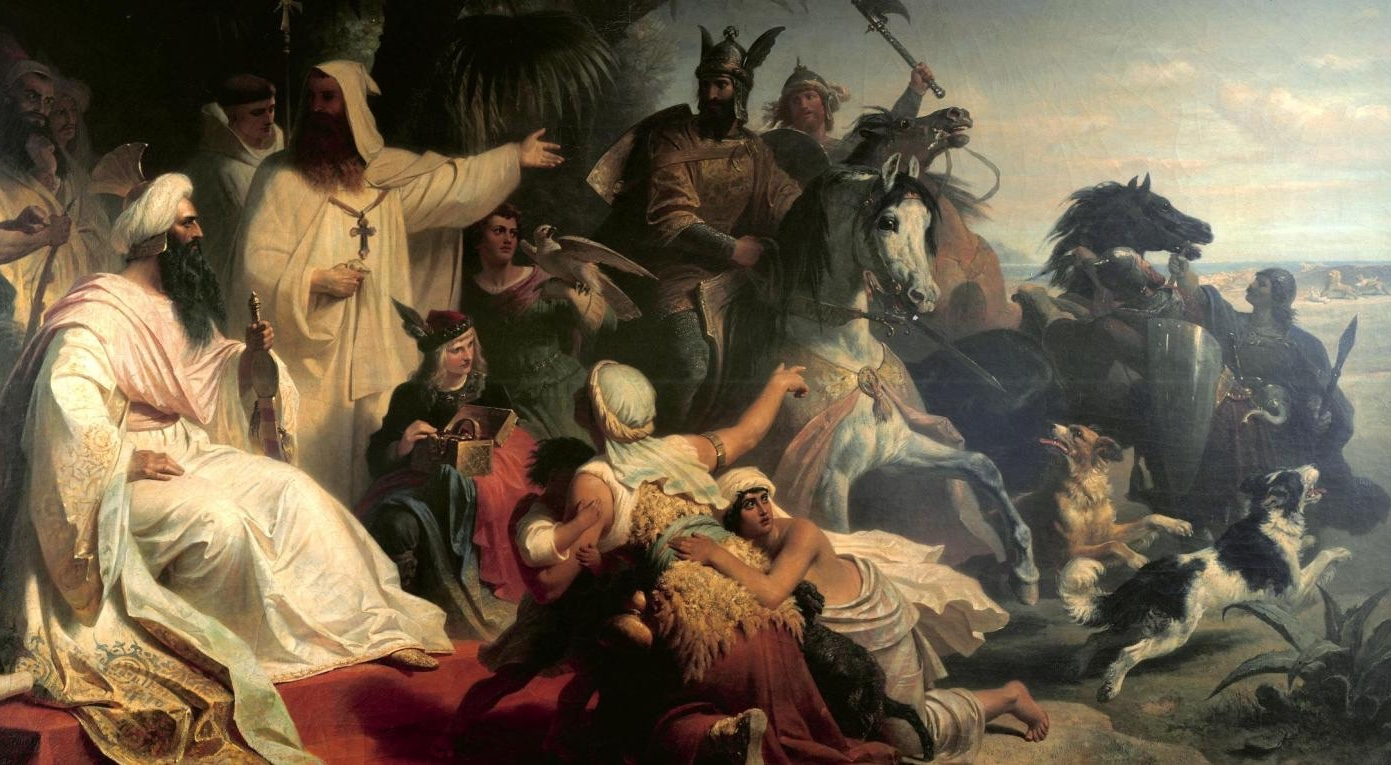
Julius Köckert: Harun al-Rashid primind o delegație de la Carol cel Mare în 768, ulei pe pânză (1864; Maximilianeum, München)

Perioada abbasidă este considerată a reprezenta Epoca de aur a Islamului, întrucât califatul abbasid excelează pe planul politic și internațional, și, mai ales, pe cel intelectual, prin activitatea de traducere realizată în această vreme, cât și prin creațiile proprii. Pe plan internațional, apogeul puterii este atins în timpul califului Harun al-Rashid. Califatul se bucura de un renume deosebit în lume la acea vreme mai ales datorită relațiilor diplomatice pe care Harun le avea cu regele Carol cel Mare, și, de asemenea, datorită campaniei victorioase a acestuia împotriva Imperiului Bizantin. De asemenea, dinastia abbasidă se păstrează vie în memoria întregii istorii a Islamului și datorită traiului luxuriant de la curtea de la Bagdad, Bagdadul fiind considerat la vremea respectivă un oraș fără asemănare în lume. Lucrul care face, însă, ca dinastia abbasidă să câștige un prestigiu deosebit de important în analele lumii este reprezentat de activitatea intelectuală desfășurată în această perioadă. Într-o primă fază, principala preocupare pe plan intelectual este reprezentată de  activitatea de traducere a lucrărilor de influență elenistică. Califii abbasizi s-au arătat extrem de interesați de moștenirea intelectuală a Greciei, trimițând chiar și soli la Constantinopol pentru a solicita astfel de lucrări grecești. Primele etape ale mișcării de traducere au avut loc în timpul califului al-Mansur și au progresat în jur de două secole. Printre primele traduceri, revizuite mai apoi în timpul lui Harun al-Rashid și în timpul lui al-Mamun, sunt menționate operele lui Gelenus și Hipocrat, celebra lucrare Almagesta a lui Ptolemeu, lucrarea Elementele a lui Euclid.

## Apogeul traducerilor greco-arabe

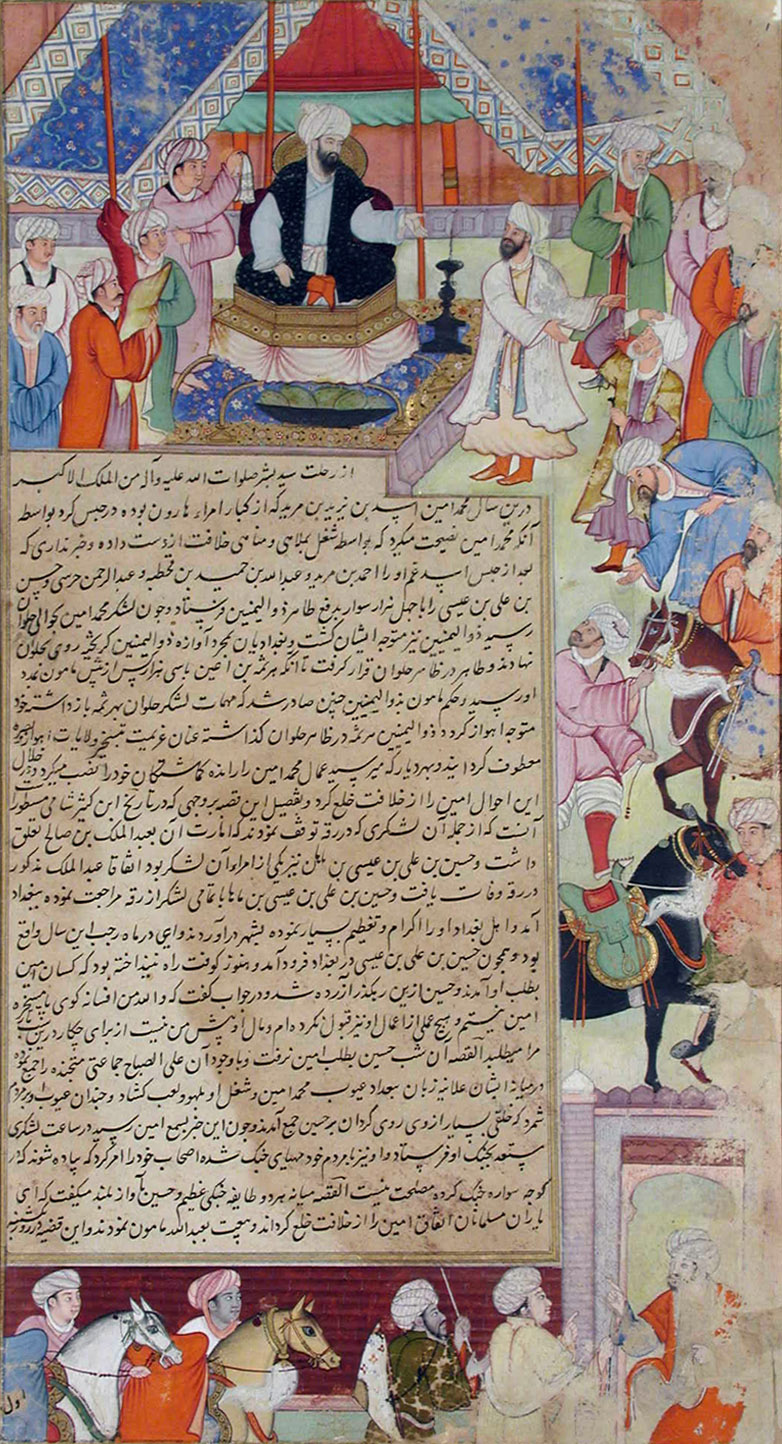
Poporul i se supune noului calif abasid, al-Maʿmun, c. 1593

În timpul domniei califului al-Mamun se observă o efervescență în ceea ce privește activitatea de traducere. Al-Mamun a fost unul dintre cei mai cultivați califi ai dinastiei abbaside, fiind, încă de mic, însetat de cunoaștere. A arătat un interes deosebit față de traducerea textelor grecești, dedicându-și întreaga viață acestei mișcări. Mai mult decât atât, întreaga sa existență a fost marcată de un vis în care Aristotel i se adresează, vorbindu-i despre rațiune. Înclinațiile sale raționaliste a făcut ca acesta să îmbrățișeze mutazilismul islamic. Al-Mamun întemeiază în 830 la Bagdad celebra Bayt al-Hikma (Casa Înțelepciunii), aceasta devenind un important centru intelectual în zonă, probabil unul dintre cele mai importante centre intelectuale de la înființarea Muzeului din Alexandria. Această instituție funcționa în calitate de bibliotecă, academie, și, mai ales, în calitate de birou de traduceri. Până la întemeierea acestei academii traducerile fuseseră realizate doar în mod sporadic, însă, odată cu înființarea acesteia, se atinge apogeul mișcării de traducere. De asemenea, datorită spiritului deschis al lui al-Mamun și a toleranței sale față de alte religii si culturi, tot mai mulți savanți din întregul imperiu veneau la Bagdad, contribuind la această mișcare de traducere.

## Traducători

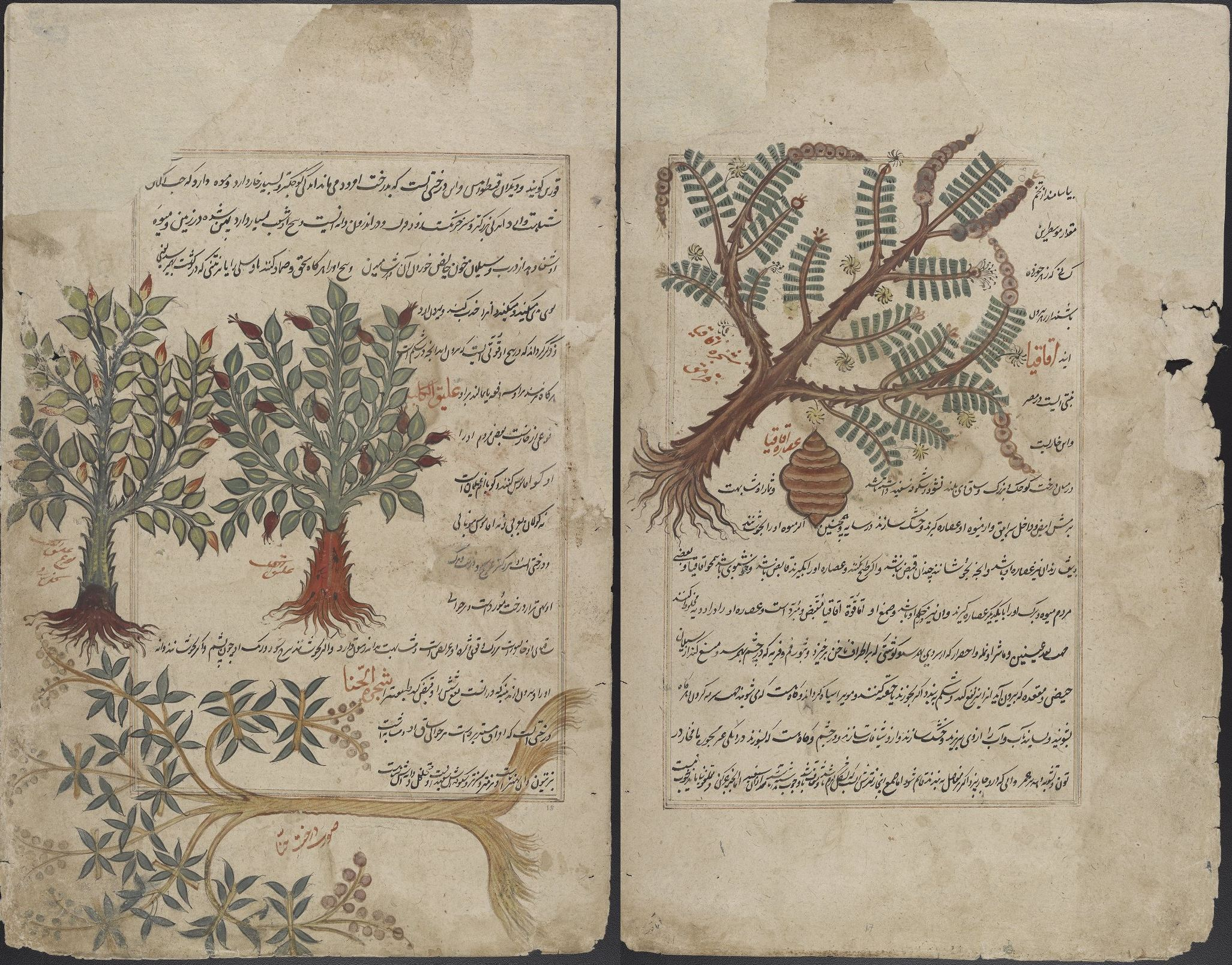
Traducere persană a lui Pedanius Dioscorides, secolul al XVI-lea

De cele mai multe ori, pentru traducerea lucrărilor grecești în limba arabă se recurgea, mai întâi, la traducerea acestora în limba persană (pahlavi) și, mai ales, în limba siriacă, întrucât majoritatea arabilor nu cunoșteau limba greacă. De aceea, pentru traducerea textelor grecești se apela la ajutorul creștinilor nestorieni sau al păgânilor cunoscători de limba greacă.
Majoritatea traducătorilor erau creștini nestorieni, în fruntea cărora se afla Hunayn ibn Ishaq, supranumit de arabi șeicul traducătorilor, fiind considerat unul dintre cei mai mari cărturari ai vremii. Hunayn ibn Ishaq s-a aflat la conducerea academiei Bayt al-Hikma, ocupându-se de traducerea unor lucrări științifice, sprijinit de fiul său Ishaq si de nepotul său Hubaysh ibn al-Hasan. Hunayn se ocupa de traducerea inițială din greacă în siriacă, iar ajutoarele sale, care stăpâneau mai bine limba arabă, se ocupau de traducerea finală din siriacă în arabă. Spre exemplu, Hunayn a tradus lucrarea Hermeneutica a lui Aristotel din greacă în siriacă, iar fiul său, Ishaq, a făcut traducerea finală a acesteia din siriacă în arabă. Principala realizare a lui Hunayn a fost traducerea lucrărilor științifice ale lui Galenus, întrucât o bună parte dintre lucrările originale în greacă s-au pierdut, păstrându-se, din fericire, versiunile în arabă ale acestora. 

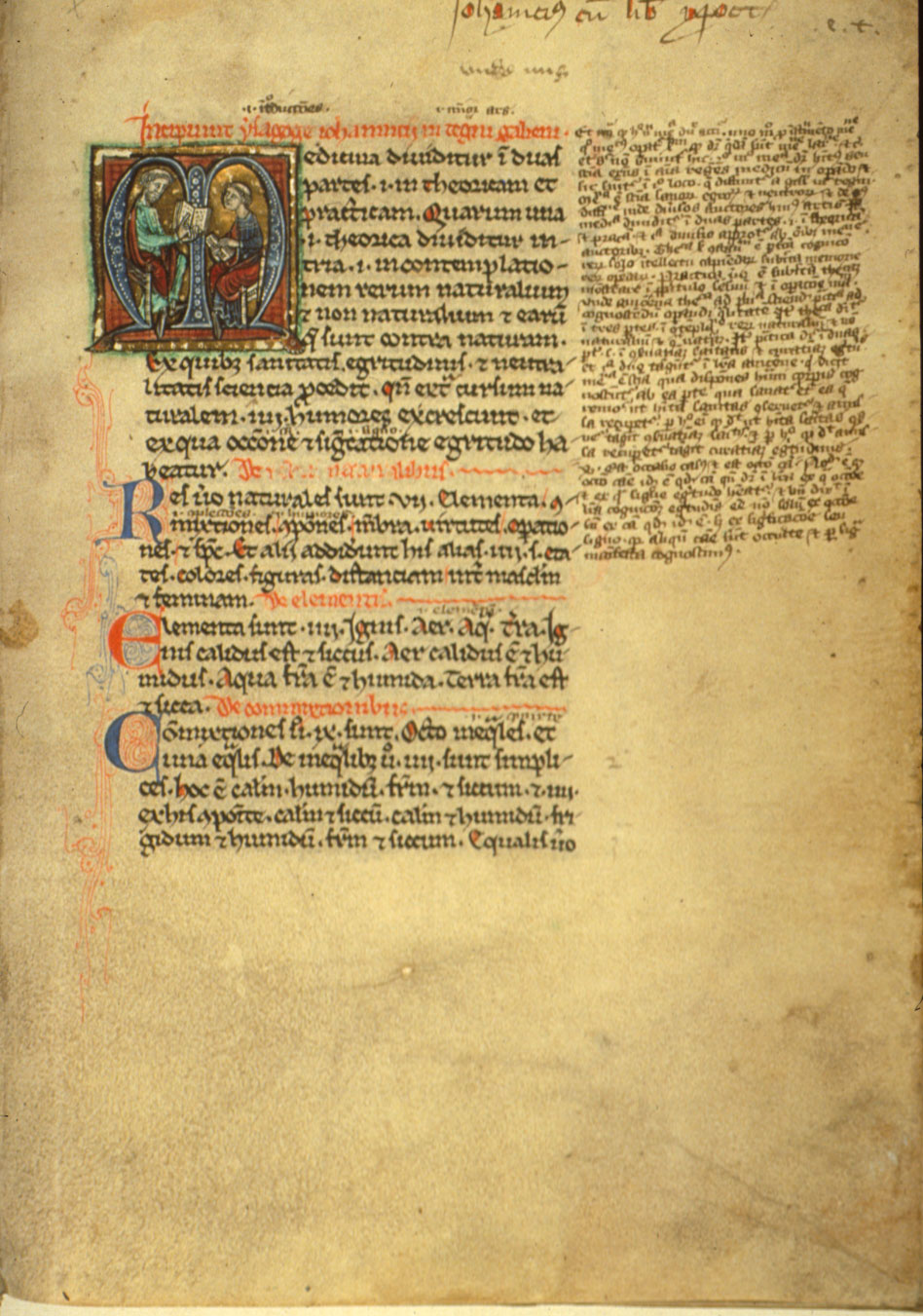
Introducerea lui Hunayn în Arta lui Galen, Oxford, secolul al XIII-lea

O altă grupare de traducători era formată din sabieni păgâni din Harran, condusă de Thabit ibn Qurra, întemeind o școală de filosofie si medicină. Acest grup de traducători s-a ocupat în special de traducerea majorităților lucrări grecești de matematică și astronomie, precum cele ale lui Arhimede si ale lui Apoloniu din Perga. S-au ocupat, de asemenea, de revizuirea unor traduceri anterioare. Un alt traducător renumit al școlii de la Harran este reprezentat de al-Hajjajj ibn Yusuf care este cunoscut pentru celebra traducere din 827-828 a lucrării Almagesta a lui Ptolemeu, revizuită după o traducere anterioară în siriacă. Este renumit, de asemenea, pentru revizuirea și a unor altor traduceri, precum remarcabila lucrare a lui Euclid, Elementele. 
Traducătorii iacobiți (sau monofiziți) joacă, de asemenea, un rol important în activitatea de traducere în a doua jumătate a secolului al X-lea. Printre reprezentanții acestei grupări se numără Yahya ibn Adi si abu Ali Isa ibn Zura din Bagdad. Traducătorii iacobiți se ocupau, în prim plan, de revizuirea traducerilor anterioare, însă, sunt renumiți în mod special pentru introducerea speculațiilor neoplatonice și a misticismului în lumea arabă.